# شهل منباري

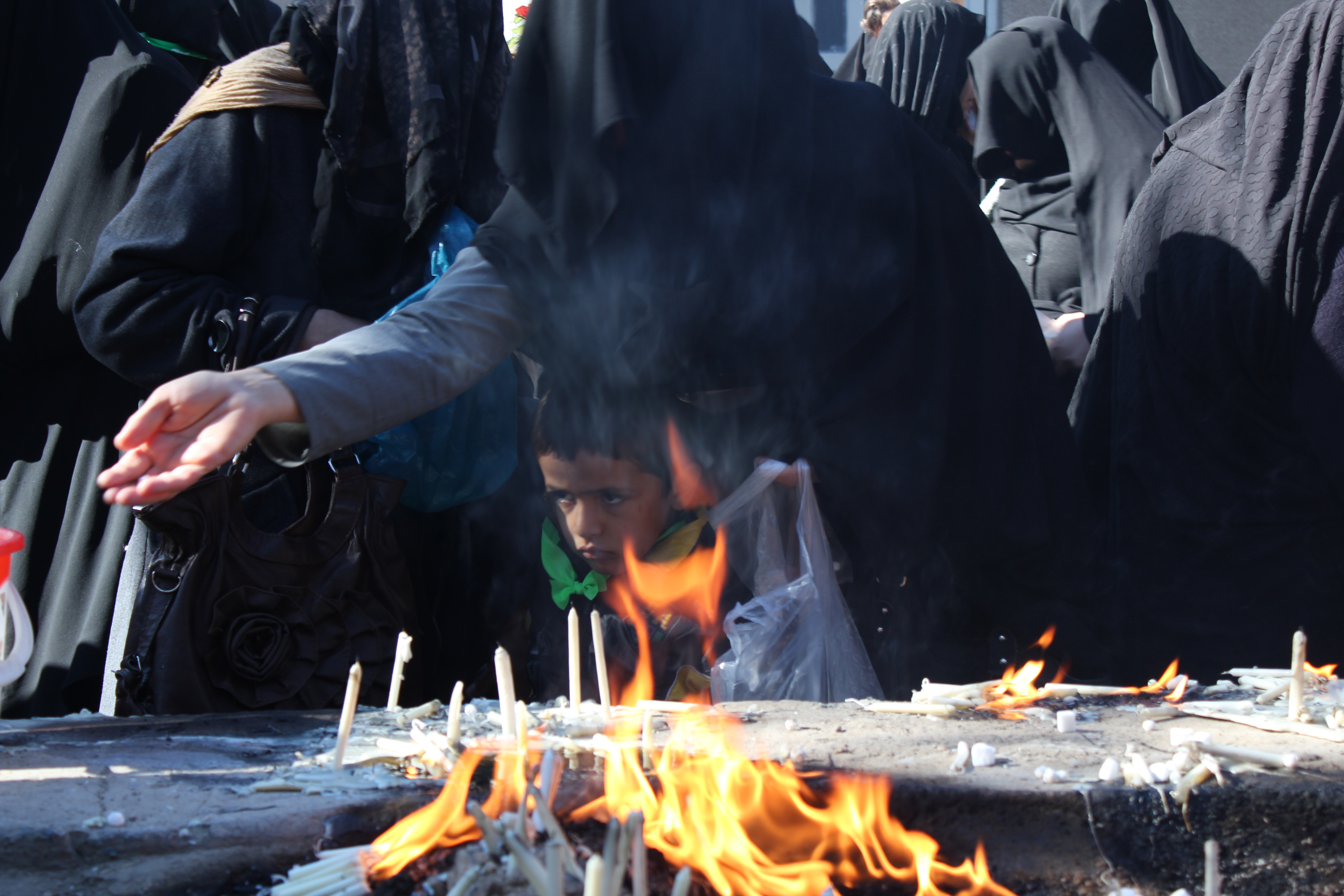

شهل منباري هو تقليد حداد خاص يمارس في محافظة لرستان غرب إيران، حيث تحيي آلاف النساء ذكرى استشهاد الإمام الحسين.
تغطي النساء من المدن والبلدات في جميع أنحاء محافظة لرستان وجوههن بالكامل بقطعة قماش سوداء ويمشون في صمت بينما يطرقون أبواب 40 منزلًا ويضيئون الشموع في 40 مكانًا ويقرأ المُعزون نصوصًا شعرية أو من الأحاديث تُذكر باستشهاد الحسين بن علي مع 72 من صحبه في كربلاء في العراق، في عام 680 ميلادي.
يبدأ التقليد كل عام في تاسوعاء (الذي يقع في التاسع من محرم)، كإظهار التضامن مع أخت الإمام الحسين، السيدة زينب. يتجمع المشيعون الشيعة في جميع أنحاء العالم في تاسوعاء لإحياء ذكرى استشهاد الإمام الحسين.
يبدأ التقليد بعد أن يؤدي المشاركون صلاة الفجر وتنتهي عند صلاة الغسق.

## طالع أيضًا
- عزاء محرم
- يوم عاشوراء